# Lípa u Horova mlýna
Lípa u Horova mlýna je památný strom poblíž města Velvary v okrese Kladno. Lípa malolistá (Tilia cordata) roste asi 1,4 km jihozápadně od centra Velvar, v jihozápadním sousedství samoty Nový mlýn, na nevysoké mezi v ohbí příjezdové cesty ke mlýnu, v nadmořské výšce 197 metrů. Okolní terén představuje otevřená zemědělská krajina, jen místy podél cest či vodotečí rozčleněná pásy stromů a keřů, která se nepatrně sklání k ssz., do nivy Červeného potoka.
Památný strom je zmíněnou polní cestou snadno přístupný ze dvou směrů: Buď od jihu, odbočením ze silnice I/16 Velvary – Slaný (asi 250 metrů po cestě) nebo z vsv. strany, od města, kdy se odbočuje z ulice Malovarská (délka cesty asi 700 metrů). Třetí možností je přístup ze ssv. strany, směrem od Malovarského rybníka, pěšinkami přes luka a lávku na Červeném potoce; tato varianta je však oproti předešlým orientačně náročnější a spíše pro pěší.
Lípa požívá ochrany od roku 1985. Měřený obvod jejího kmene v době vyhlášení dosahoval 380 centimetrů. Výšku stromu vyhlašovací nařízení udává na 20 metrů. Kmen stromu se na východní straně otevírá v dutinu, kterou chrání šindelový kryt. Jedna z dolních větví po severovýchodní straně spočívá na zemi, téměř odlomená, a přesto stále vitální, třebaže ji se stromem pojí už jen zlomek jejího obvodu. Viditelně je lípa označena kovovým štítkem „Strom chráněný státem“, upevněným na západní straně kmene.

## Fotogalerie

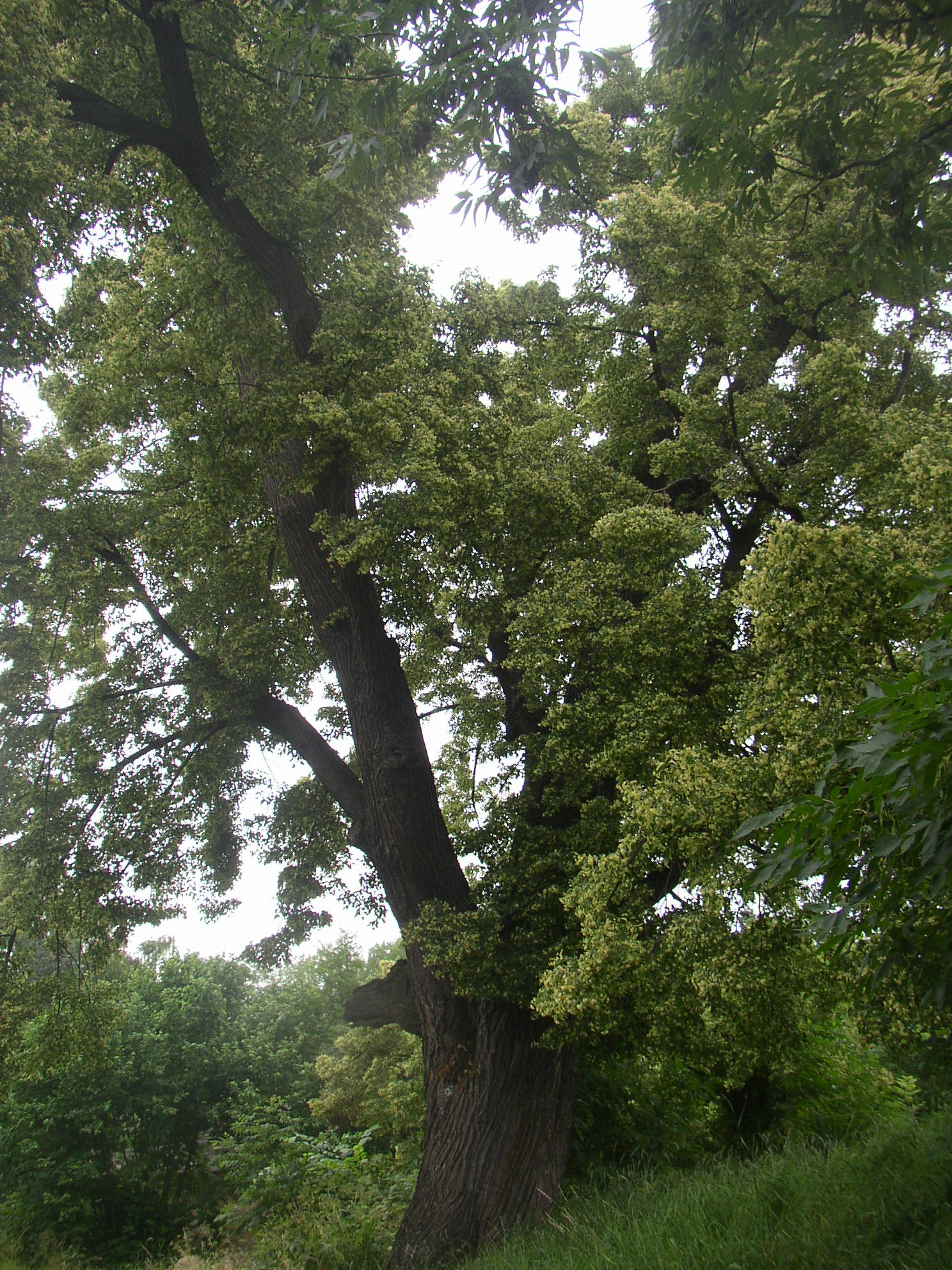
Pohled od jihu
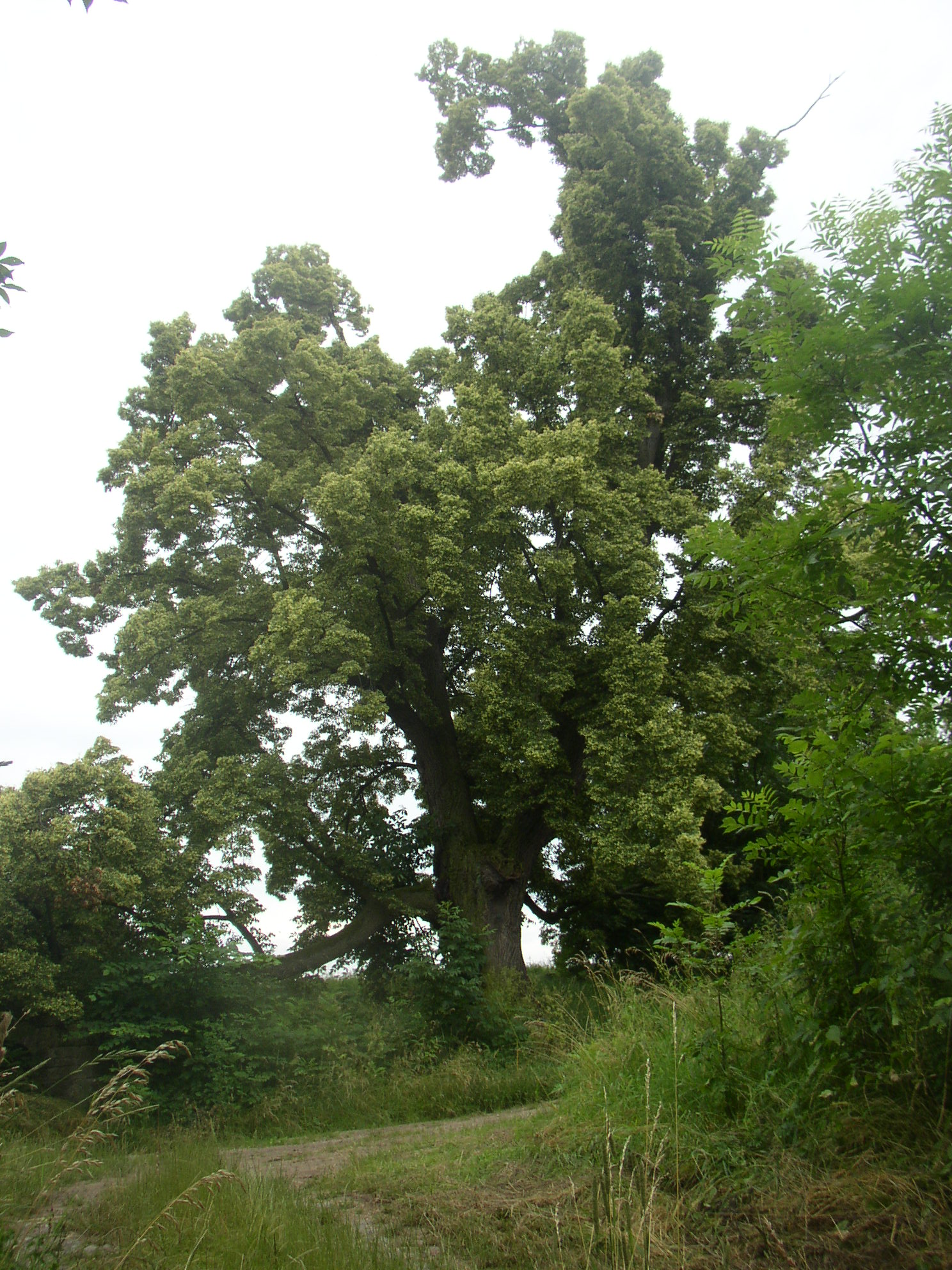
Pohled od ssz.
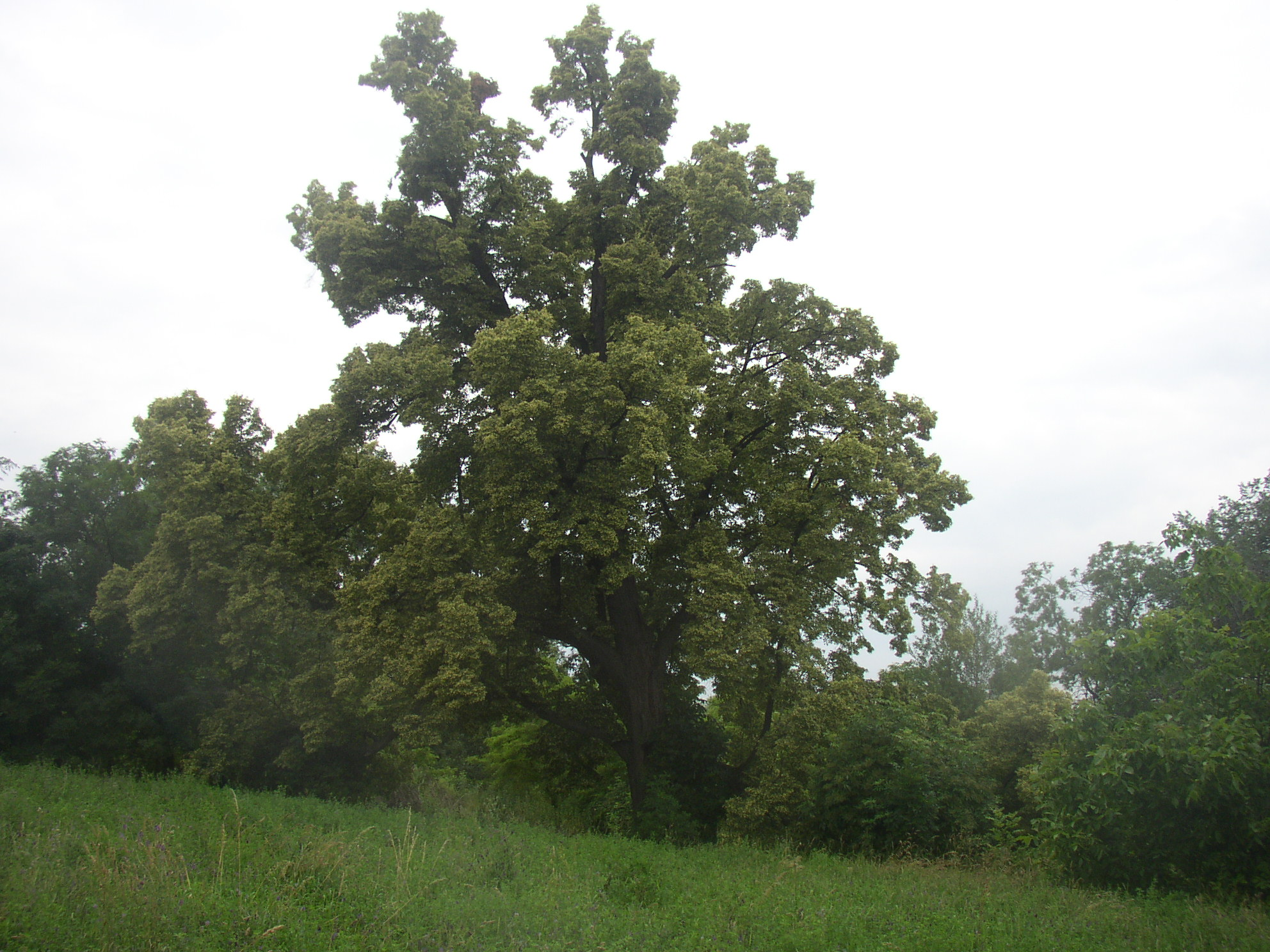
Pohled od vsv.
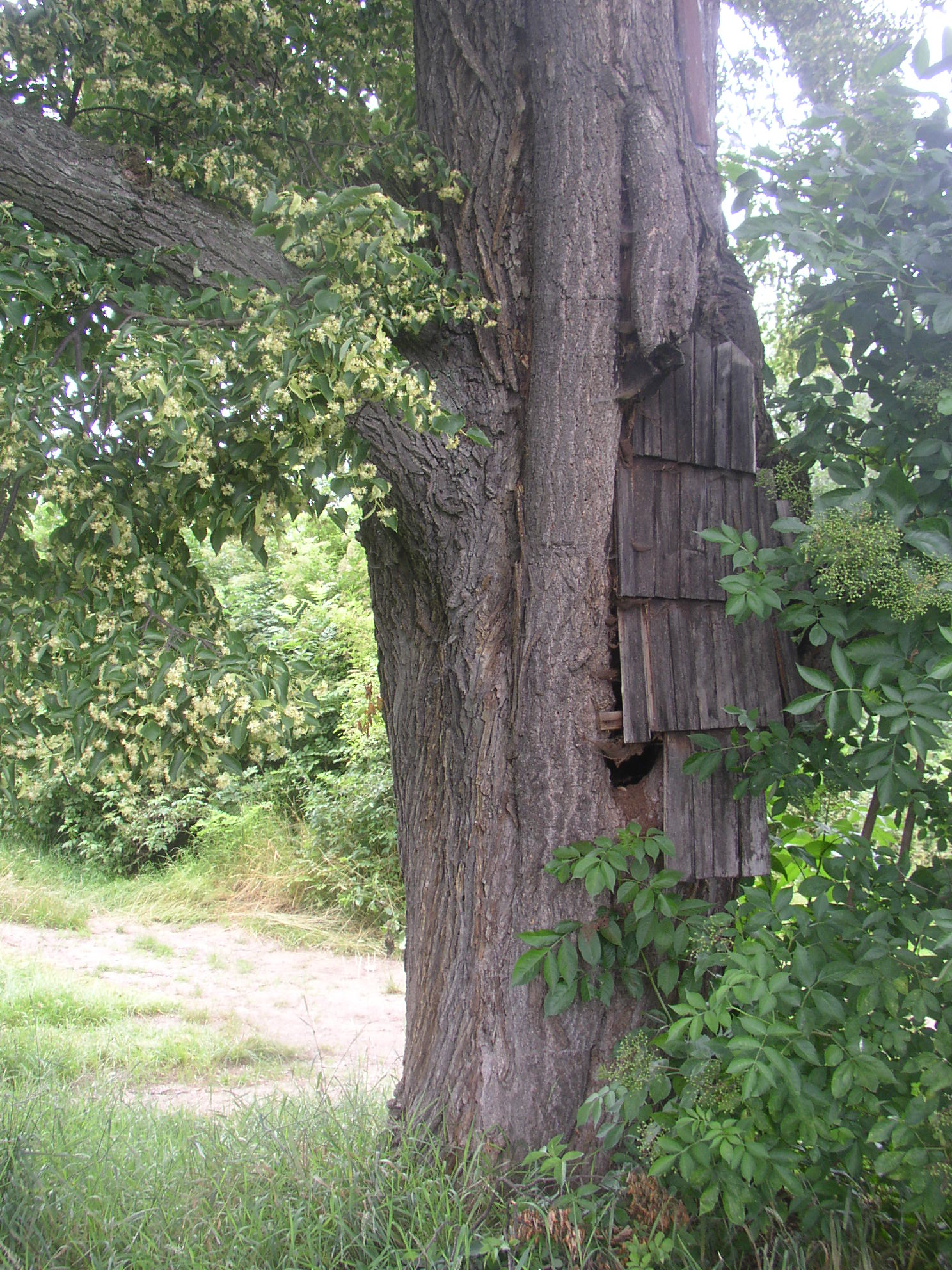
Jv. strana kmene se zakrytím dutiny
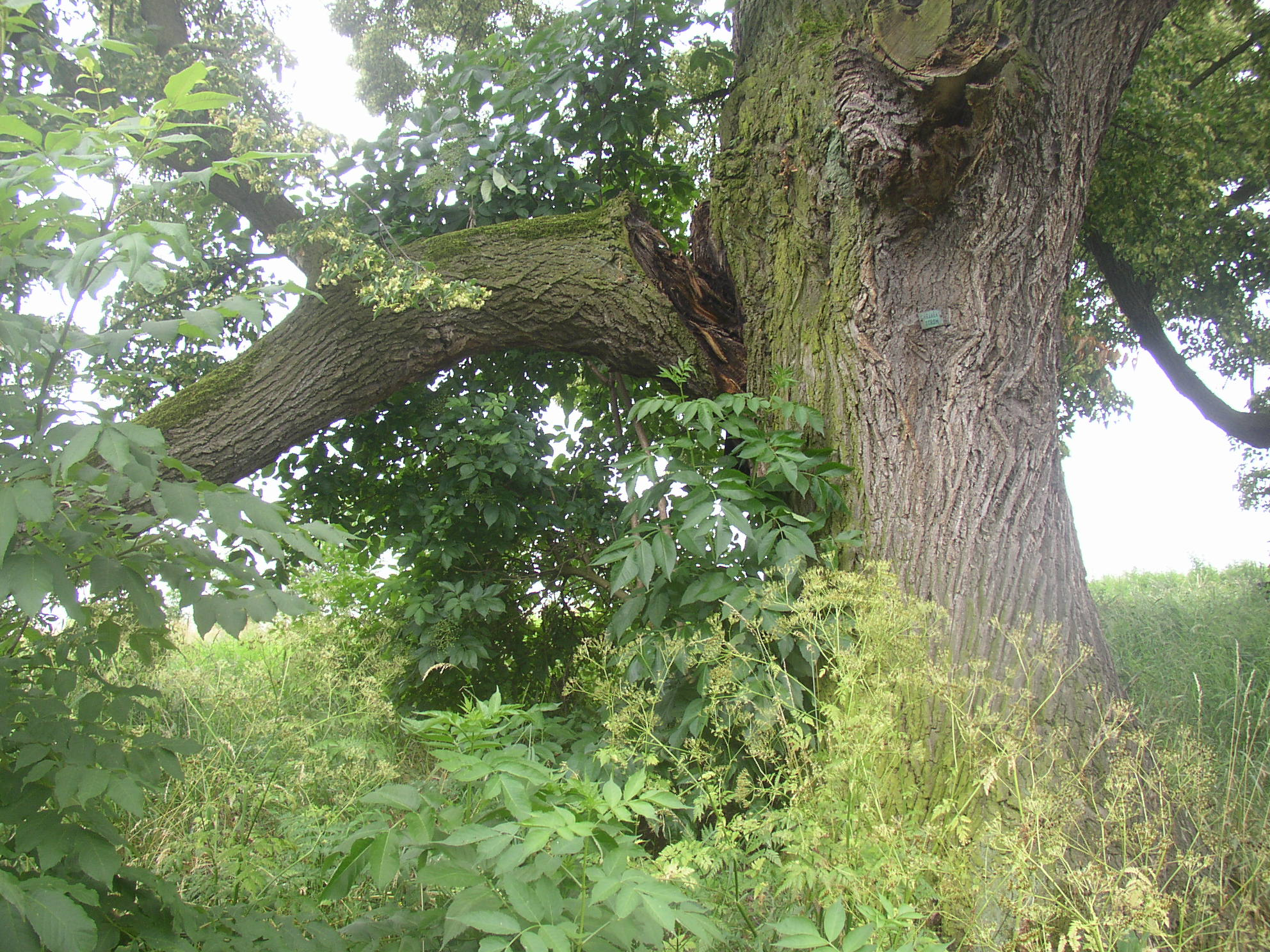
Severní strana kmene a poloodlomená větev
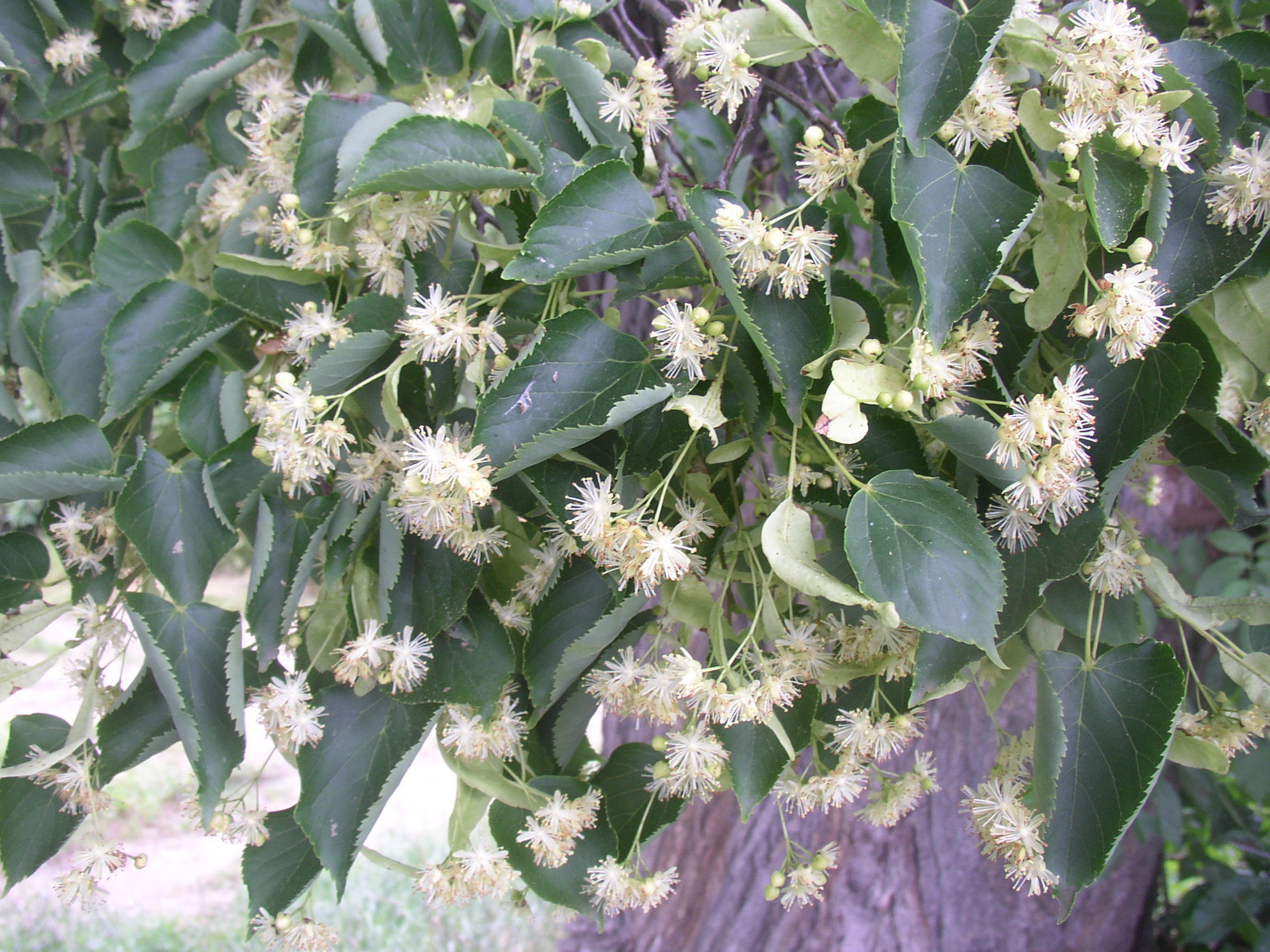
Detail květů a listoví
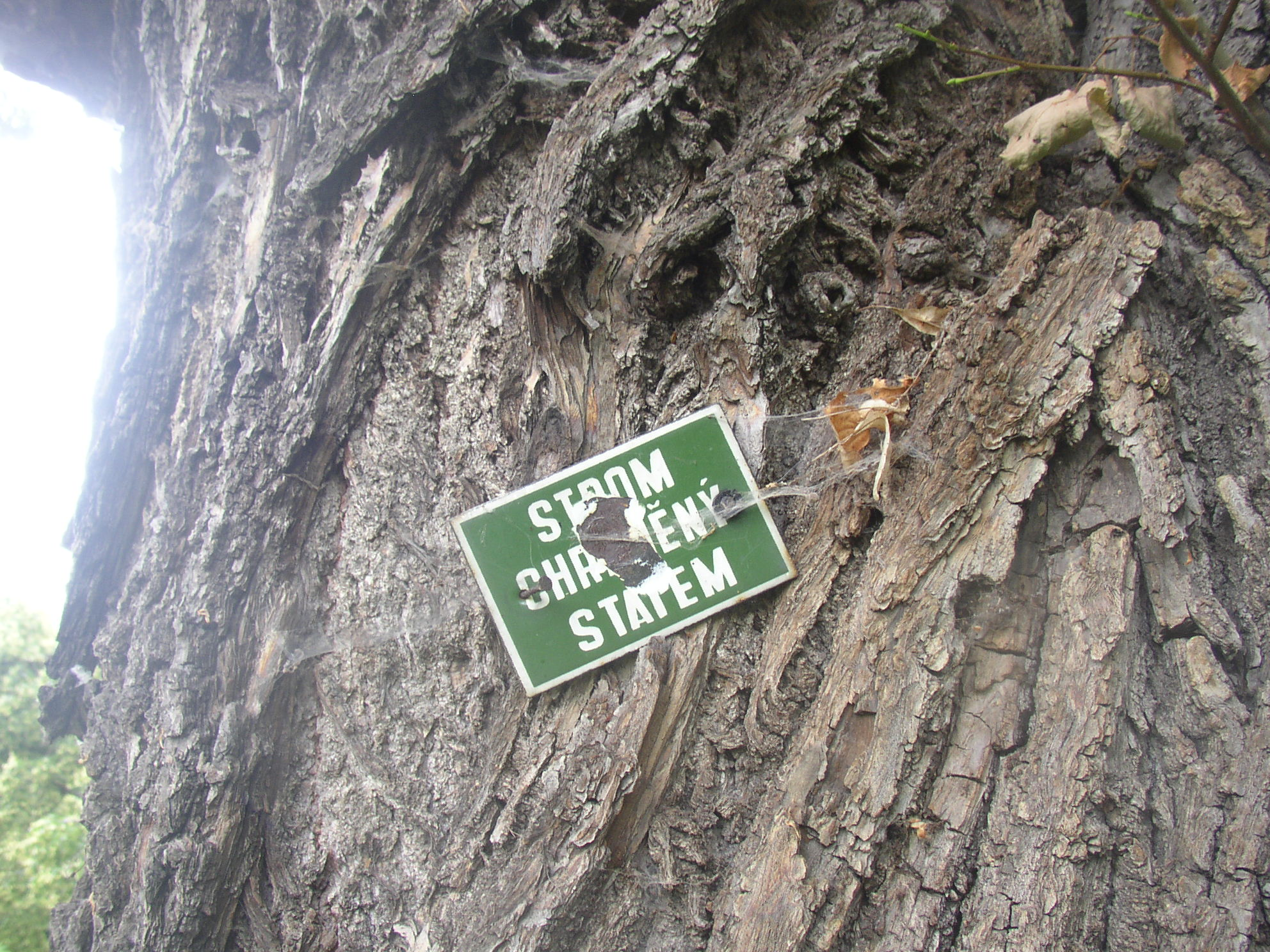
Ochranný štítek

## Památné a významné stromy vokolí
- Dub u Zeměch (5,3 km jv.)
- Chržínská lípa (4,4 km sv.)
- Jasan ve Tmáni (6,4 km sz.)
- Jírovec v Loucké (6,1 km ssv.)
- Kleny u Černuce (6,2 km s.)
- Lípa u Vítova (6,2 km zjz.)
- Lípy u sv. Trojice (2,4 km v., Radovič)
- † Malovarský topol (0,78 km ssv.)
- U pěti bratří (6,2 km v., Lobeček)
- Vrba v Uhách (3,8 km vsv.)
- † Žižická lípa (5,5 km jz.)